# کن فالت
کن فالت (به انگلیسی: Ken Follett) (زاده ۵ ژوئن ۱۹۴۹ در ولز بریتانیا) نویسنده بریتانیایی رمانهای پرفروش است.
فالت ابتدا به تحصیل فلسفه در دانشگاه لندن پرداخت. پس از فارغ‌التحصیلی خبرنگاری جراید را پیشه نمود. در بیست و هفت سالگی با رمان سوراخ سوزن پا به عرصه نویسندگی گذاشت. کسب جایزه ادگار، باعث فروش فوق‌العاده این رمان شد. پس از آن رمان‌های دیگری نوشت که به همان اندازه موفق بودند.
در آثار او ردپای واقعیت‌های تاریخی به چشم می‌خورد. هرچند جزئیات را او خود به داستان می‌افزاید. همه آثار وی در صدر جداول فروش بین‌المللی قرار دارند. و به زبان‌های گوناگون ترجمه شده‌اند. او گاه، داستانی را بر طبق سفارش قبلی می‌نگارد. برای مثال، داستان بر بال عقاب‌ها که شرح فرار دو آمریکایی زندانی در ایران زمان محمدرضا پهلوی به اتهام فساد مالی، در بحبوحهٔ انقلاب ۱۳۵۷ ایران است را بر اساس سفارش رئیس آنان در موسسه «ای دی اس» نگاشته‌است.
او مدتی در نیویورک زندگی می‌کرد. ولی اکنون با خانواده‌اش در زادگاهش هرت‌فوردشر لندن زندگی می‌کنند.